# 15002 Shahriarbayegan
15002 Shahriarbayegan eller 1997 WN38 är en asteroid i huvudbältet som upptäcktes den 29 februari 1997 av LINEAR i Socorro County, New Mexico. Den är uppkallad efter Shahriar Bayegan.
Asteroiden har en diameter på ungefär 8 kilometer och den tillhör asteroidgruppen Themis.